# الزركان امزارشة (تادرت)
الزركان امزارشة هي إحدى مشيخات المملكة المغربية، تتبع جغرافيا لإقليم جرسيف وإداريًا لتادرت. يقدر عدد سكانها بـ 2038 نسمة حسب الإحصاء الرسمي للسكان والسكنى لسنة 2004.